# Randolph Burton
Pour les articles homonymes, voir Burton.
Randolph Hillsworth Burton est un footballeur antiguayen, né le 14 janvier 1987, qui évolue au poste de milieu de terrain avec le Parham FC dans le championnat d'Antigua-et-Barbuda.

## Carrière

### En club
Joueur du Bassa SC, au sein duquel il remporte quatre championnats d'Antigua-et-Barbuda dans les années 2000 (voir palmarès), Randolph Burton rejoint en 2011 l'Antigua Barracuda, franchise antiguaise de l'USL Pro, et y reste jusqu'à sa disparition en 2013. Il y côtoya des joueurs tels que Peter Byers ou James Marcelin.
Il revient dans la Premier League d'Antigua dès 2014 en signant pour le Parham FC, son club actuel, où il a encore l’occasion de remporter deux championnats supplémentaires.

### En équipe nationale
Convoqué en sélection d'Antigua-et-Barbuda depuis 2008, Randolph Burton connaît ses années les plus fastes au début de sa carrière internationale puisqu'il marque 15 buts en 32 matchs entre 2008 et 2011 (il n'en a plus marqué depuis). 
Il participe notamment aux éliminatoires de la Coupe du monde en 2010, 2014 et 2018 avec un total de 17 rencontres disputées (4 buts marqués).

#### Buts en sélection
| Buts en sélection de Randolph Burton | Buts en sélection de Randolph Burton | Buts en sélection de Randolph Burton                                   | Buts en sélection de Randolph Burton | Buts en sélection de Randolph Burton | Buts en sélection de Randolph Burton | Buts en sélection de Randolph Burton |
|                                      | Date                                 | Lieu                                                                   | Adversaire                           | Score                                | Résultat                             | Compétition                          |
| ------------------------------------ | ------------------------------------ | ---------------------------------------------------------------------- | ------------------------------------ | ------------------------------------ | ------------------------------------ | ------------------------------------ |
| 1.                                   | 18 mai 2005                          | Antigua Recreation Ground, St. John's (Antigua-et-Barbuda)             | Sainte-Lucie                         | 3-0                                  | 6-1                                  | Amical                               |
| 2.                                   | 18 mai 2005                          | Antigua Recreation Ground, St. John's (Antigua-et-Barbuda)             | Sainte-Lucie                         | 6-0                                  | 6-1                                  | Amical                               |
| 3.                                   | 27 août 2008                         | Truman Bodden Sports Complex, George Town (îles Caïmans (Îles Caïmans) | Bermudes                             | 0-3                                  | 0-4                                  | QCAR 2008                            |
| 4.                                   | 21 septembre 2008                    | Antigua Recreation Ground, St. John's (Antigua-et-Barbuda)             | Guyana                               | 1-0                                  | 3-0                                  | Amical                               |
| 5.                                   | 5 novembre 2008                      | Marvin Lee Stadium, Macoya (Trinité-et-Tobago)                         | Trinité-et-Tobago                    | 3-2                                  | 3-2                                  | QCAR 2008                            |
| 6.                                   | 28 août 2010                         | Warner Park, Basseterre (Saint-Christophe-et-Niévès)                   | Saint-Christophe-et-Niévès           |                                      | 1-1                                  | Amical                               |
| 7.                                   | 23 septembre 2010                    | Antigua Recreation Ground, St. John's (Antigua-et-Barbuda)             | Sainte-Lucie                         | 1-0                                  | 5-0                                  | Amical                               |
| 8.                                   | 23 septembre 2010                    | Antigua Recreation Ground, St. John's (Antigua-et-Barbuda)             | Sainte-Lucie                         | 2-0                                  | 5-0                                  | Amical                               |
| 9.                                   | 10 novembre 2010                     | Antigua Recreation Ground, St. John's (Antigua-et-Barbuda)             | Suriname                             | 1-0                                  | 2-1                                  | QCAR 2010                            |
| 10.                                  | 27 mai 2011                          | Grenada National Stadium, St. George's (Grenade)                       | Grenade                              | 2-1                                  | 2-2                                  | Amical                               |
| 11.                                  | 6 septembre 2011                     | Paul E. Joseph Stadium, Frederiksted (Îles Vierges des États-Unis)     | Îles Vierges des États-Unis          | 1-7                                  | 1-8                                  | QCM 2014                             |
| 12.                                  | 6 septembre 2011                     | Paul E. Joseph Stadium, Frederiksted (Îles Vierges des États-Unis)     | Îles Vierges des États-Unis          | 1-8                                  | 1-8                                  | QCM 2014                             |
| 13.                                  | 30 septembre 2011                    | Stanford Cricket Ground, Osbourn (Antigua-et-Barbuda)                  | Martinique                           | 1-0                                  | 1-0                                  | Amical                               |
| 14.                                  | 11 octobre 2011                      | Sir Vivian Richards Stadium, St. John's (Antigua-et-Barbuda)           | Îles Vierges des États-Unis          | 6-0                                  | 10-0                                 | QCM 2014                             |
| 15.                                  | 11 octobre 2011                      | Sir Vivian Richards Stadium, St. John's (Antigua-et-Barbuda)           | Îles Vierges des États-Unis          | 7-0                                  | 10-0                                 | QCM 2014                             |

## Palmarès

### En club
- Bassa SC
  - Champion d'Antigua-et-Barbuda en 2004-05, 2006-07, 2007-08 et 2009-10.

- Parham FC
  - Champion en 2014-15 et 2016-17.